# Чуниб
Чуниб — село Чародинского района Дагестана. Входит в Сельсовет Магарский.

## География
Расположено на р. Каракойсу (бассейн р. Аварское Койсу), в 5 км к югу от села Цуриб.

## Население
| 1888 | 1895 | 1926 | 1939 | 1970 | 1989 | 2002 |
| ---- | ---- | ---- | ---- | ---- | ---- | ---- |
| 110  | ↗113 | ↘93  | ↗135 | ↘96  | ↘48  | ↗77  |
| 2010 | 2021 |      |      |      |      |      |
| ↘34  | ↗125 |      |      |      |      |      |

## Известные уроженцы
- Магомедов, Абдулла Абдуллаевич (род. в 1941) — академик Российской Академии Социальных Наук, доктор политических наук